# Jökulsárlón
La Jökulsárlón, toponyme islandais signifiant littéralement en français « lagune du glacier », est le plus connu et le plus grand des lacs proglaciaires d'Islande. Il se trouve au sud du glacier Vatnajökull entre le parc national du Vatnajökull et la ville de Höfn. Apparu entre 1934 et 1935, sa superficie est d'environ 18 km2 actuellement. Depuis 2009, ce lac est considéré comme le lac le plus profond d'Islande avec une profondeur maximale de 284 mètres. Près de la Jökulsárlón se trouvent deux autres lacs proglaciaires, la Fjallsárlón et la Breiðárlón.

## Caractéristiques

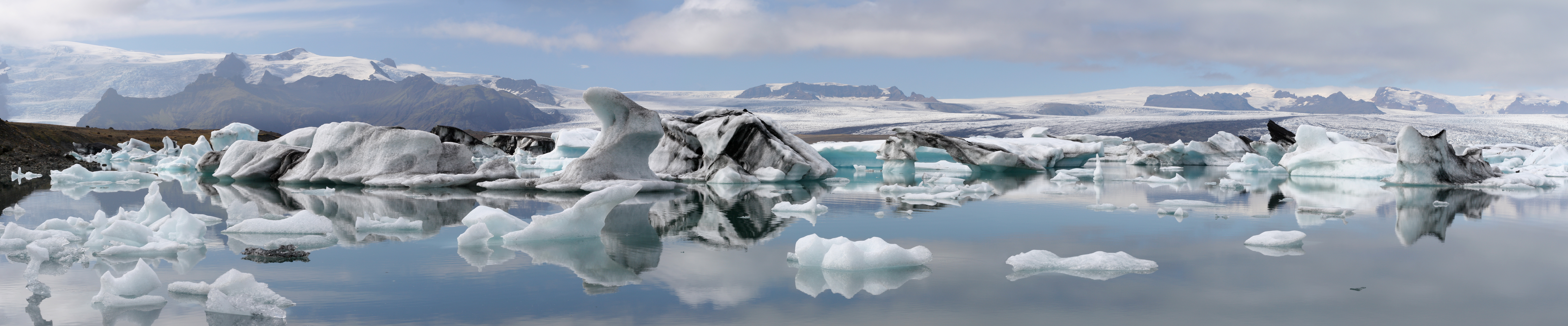
Panorama de la Jökulsárlón.

Des blocs de glace se détachent du front du glacier Vatnajökull, plus précisément de la langue glaciaire appelée le Breiðamerkurjökull, dérivent sur le lac, puis rejoignent la mer. Ils s'échouent alors fréquemment sur une plage de sable noir surnommée Diamond Beach. Les couleurs de ces petits icebergs vont du turquoise au bleu foncé, en passant par le jaune qui vient du sulfure volcanique, le noir qui vient de la cendre des volcans et le blanc en plusieurs nuances.

## Histoire
Aux alentours de 900 apr. J.-C., lorsque les premiers colons arrivèrent en Islande, le bord de la langue glaciaire Breiðamerkurjökull était environ 20 kilomètres plus au nord que son emplacement actuel. Pendant le Petit Âge glaciaire, entre 1600 et 1900, les températures froides régnant dans ces latitudes firent avancer le glacier d'environ 1 km. Puis, avec la hausse des températures entre 1920 et 1965, de nouveaux changements transformèrent la langue glaciaire Breiðamerkurjökull. Elle commença alors à reculer très rapidement, entraînant un processus de vêlage (chute d'icebergs de taille variable), qui créa dans son sillon un lagon, dans les années 1934-35. Sa taille passa de 7,9 km2 en 1975 à 18 km2 aujourd'hui.

## Géographie

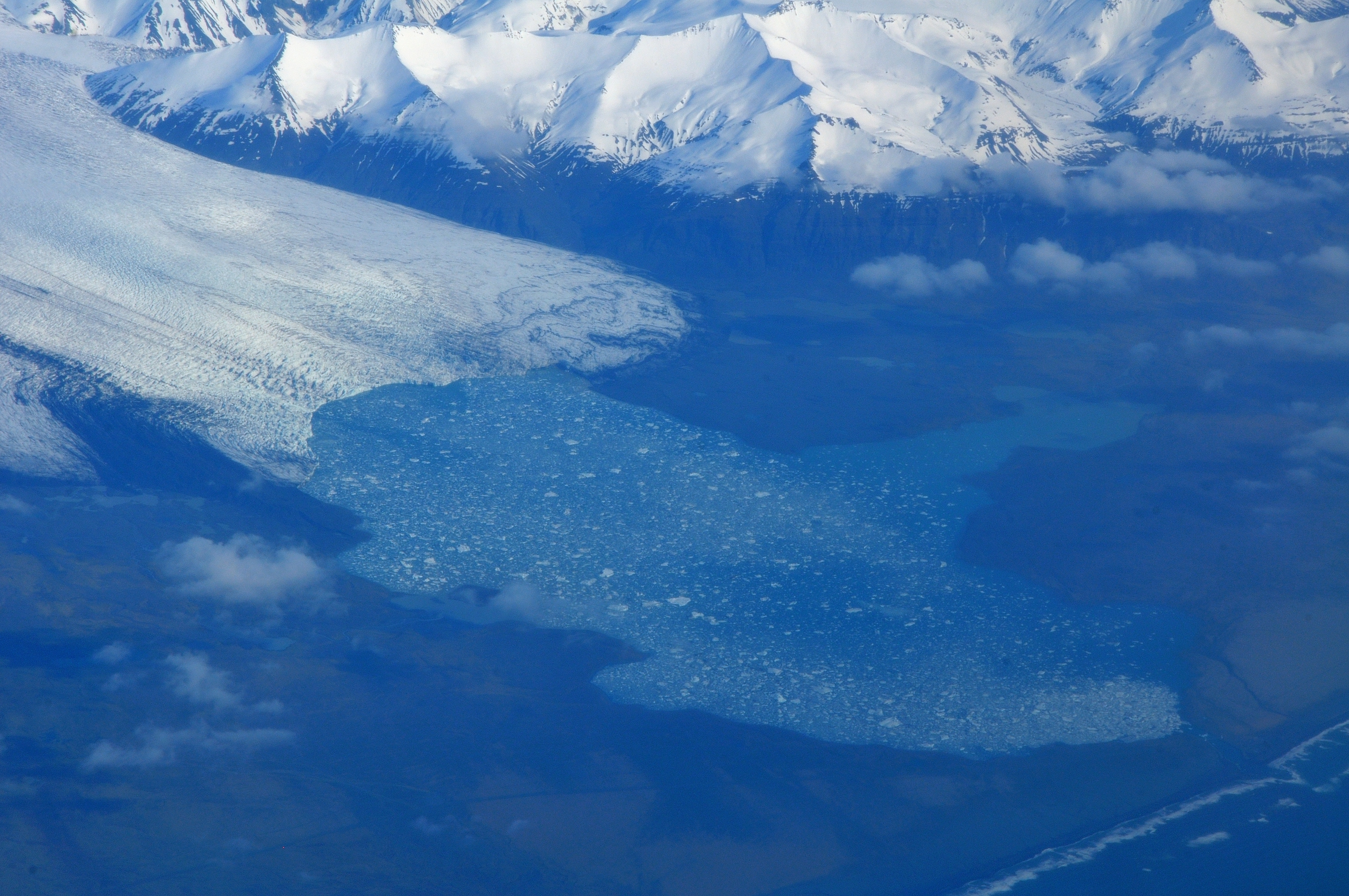
Vue aérienne de la Jökulsárlón.

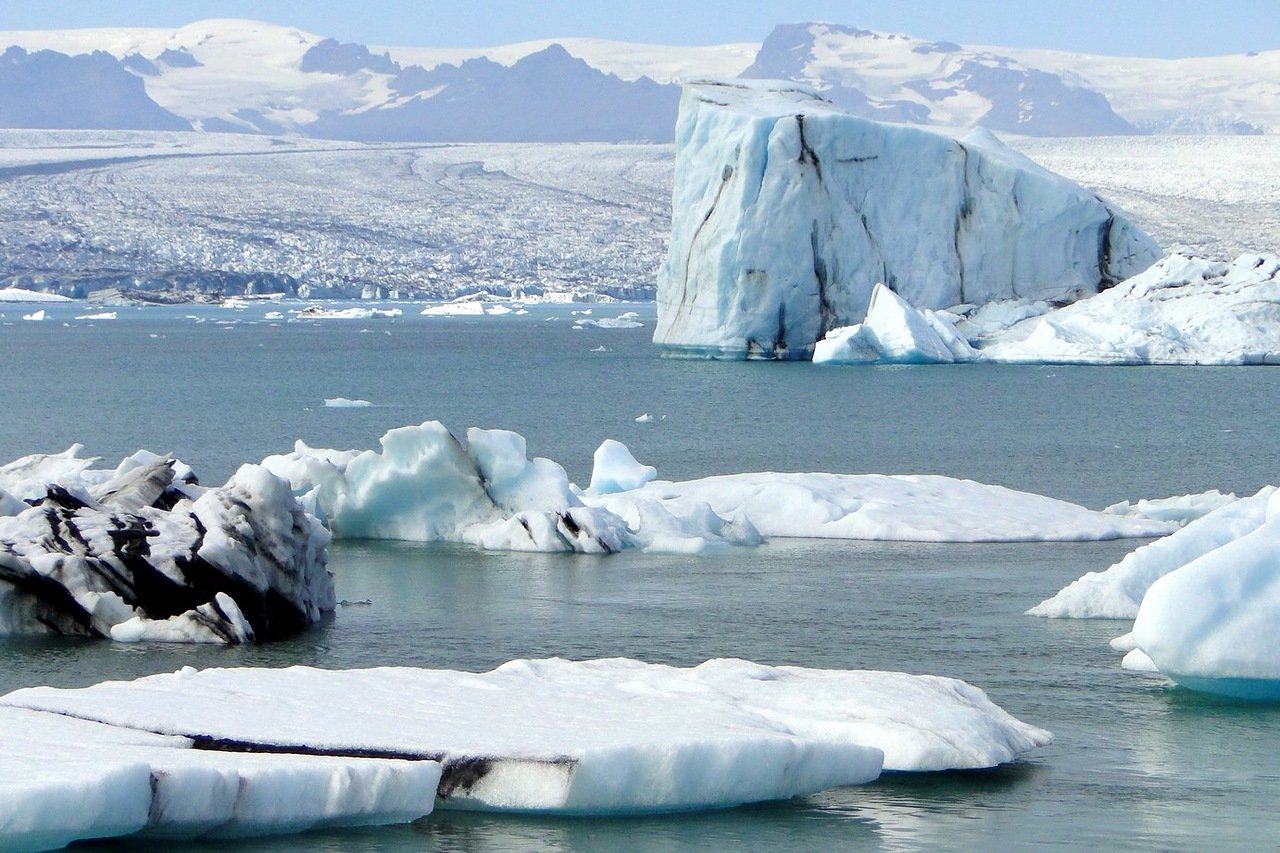
Jökulsárlón, vue générale.

Le lac est à 250 kilomètres de Reykjavik, à 75 kilomètres à l'ouest de la ville de Höfn, et à 60 kilomètres à l'est du parc national de Skaftafell. La route no 1 qui y mène passe près d'une douzaine d'autres glaciers, également en recul, et comprend un pont qui traverse l'embouchure du lac, dans sa partie sud. Des installations de stationnement ont été prévues pour les visiteurs.
La Jökulsárlón offre des vues exceptionnelles sur la calotte glaciaire qui s'élève à une altitude de 910 m. Elle commence à se déverser 19 km avant d'arriver dans la lagune. En été, les icebergs dérivent des années dans le lac, en direction de son embouchure, fondent en petits cubes de glace et disparaissent dans la mer. En hiver, le lac gèle et bloque les icebergs. Les énormes blocs de glace qui se détachent du Vatnajökull peuvent atteindre 30 m de haut.
Le terme embouchure pour désigner le débouché du lac est inexact : il s'agit d'une référence au petit fleuve Jokulsa  déjà existant avant l'apparition du lac et alimenté par le glacier qui surgissait de sous celui-ci. Il est aujourd'hui en grande partie recouvert par le lac : d'une longueur d'approximativement 1 kilomètre et demi dans le passé, il était en 1998 réduit à peine plus d'un demi-kilomètre.
La vitesse impressionnante à laquelle le Vatnajökull se retire laisse présager la naissance d'un profond fjord. De même, cette retraite est également perçue comme une menace à long terme pour la Route no 1. Des mesures pour protéger le pont ont déjà été mises en place, notamment la construction d'un batardeau. Ce dernier facilite l'accès au chantier de protection du pont, comme les travaux de pose de pierres visant à empêcher les icebergs de frapper les piliers du pont[réf. souhaitée].

## Activités

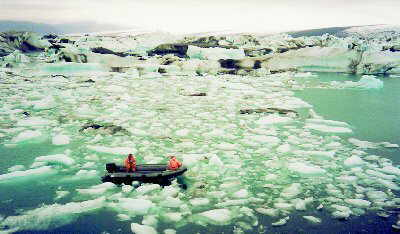
Une vue du lac prise en été

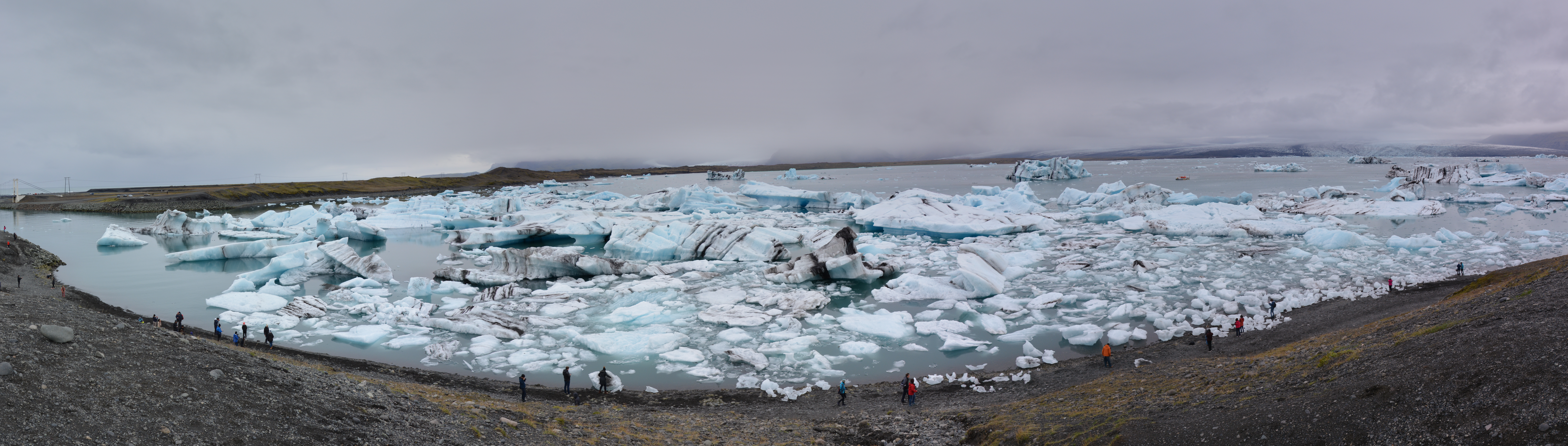
Tourisme autour du lac

C'est un lieu très prisé des touristes, qui y passent souvent sur la route 1. Il est possible d'y naviguer sur des bateaux amphibies ou sur des bateaux pneumatiques. Les premières excursions commerciales en bateau ont commencé en 1985[réf. souhaitée].

## Faune

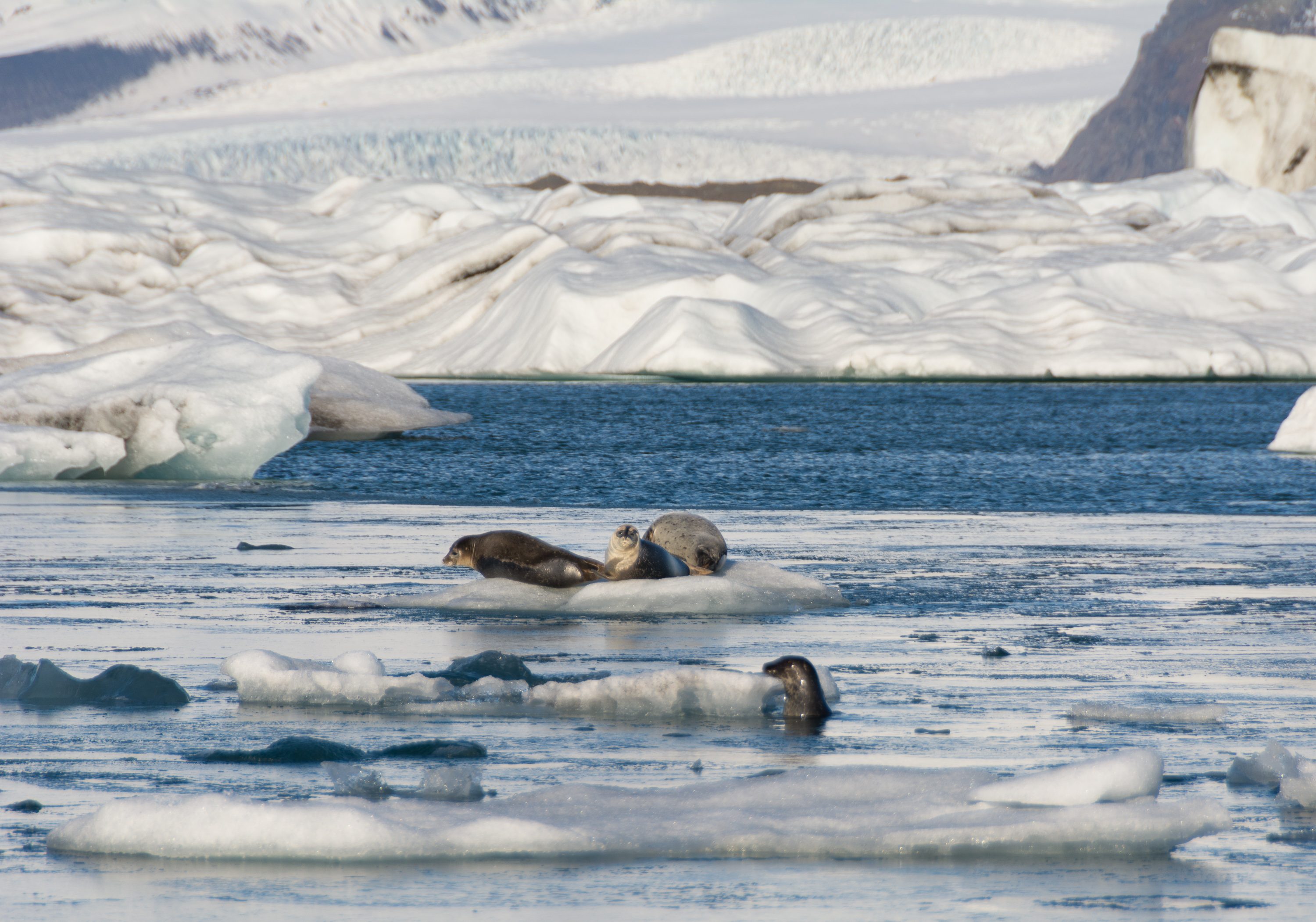
Phoques communs sur la Jökulsárlón

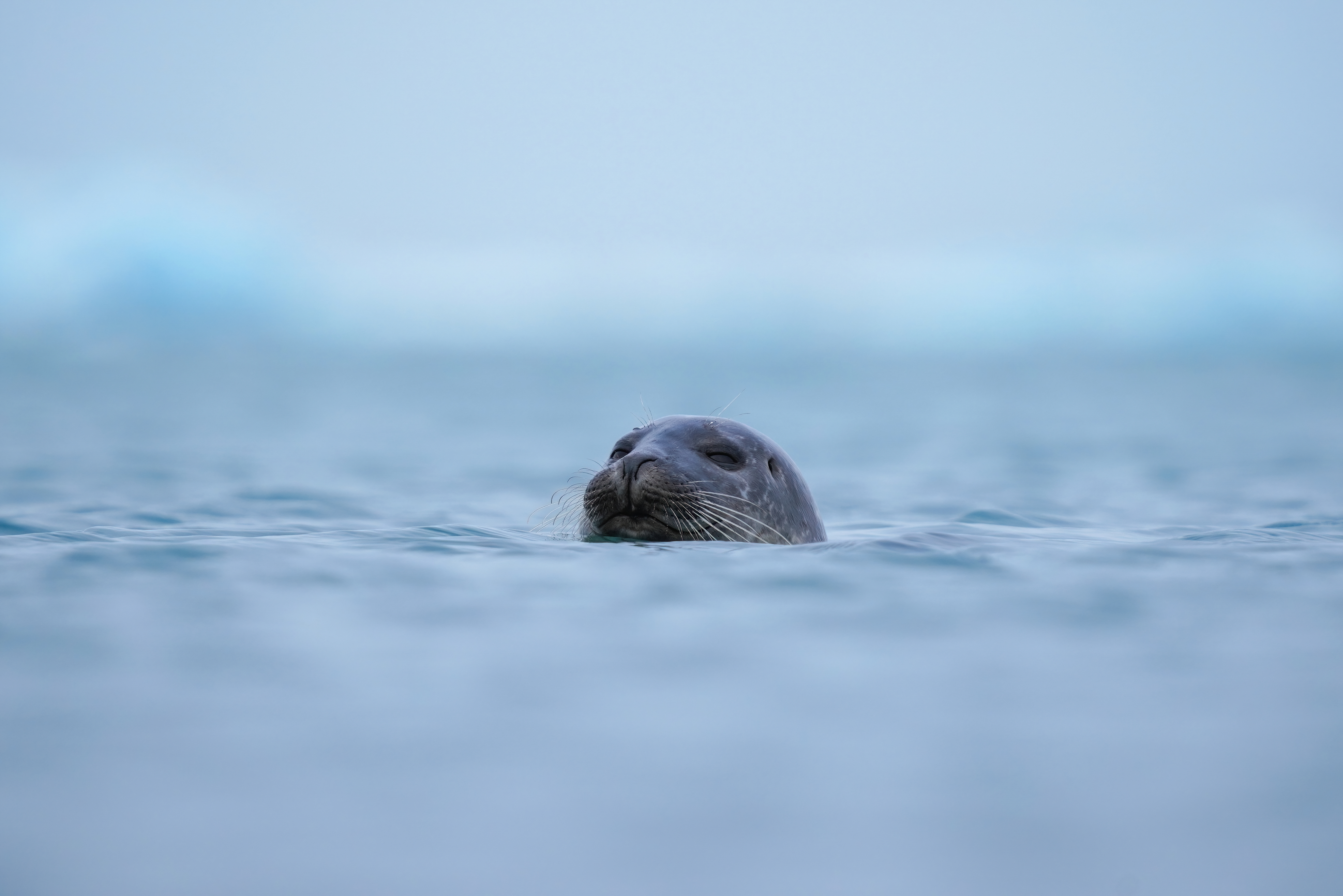
Phoque commun souriant à Jökulsárlón. Mars 2022.

Les marées apportent des poissons dans le lac qui s'y retrouvent ensuite piégés. Les phoques se rassemblent à l'embouchure du lac pour les attraper. Il est possible de les voir nager dans le lac ou couchés sur les icebergs.
Un grand nombre d'oiseaux de mer, comme les sternes arctiques, les goélands, les pingouins torda, ou les eiders qui nichent à proximité, se réunissent pour attraper le hareng, la truite, le saumon et d'autres poissons, ou encore le krill. Durant la saison estivale, les grands labbes nichent sur les rives du lac. Les labbes, reconnaissables à leurs couleurs foncées et leurs parures blanches sur les ailes, sont aussi appelés « pirates des mers » : très agressifs, ils harcèlent les autres oiseaux comme des fous de Bassan, présents aux abords du lac. Ils sont aussi les prédateurs de petits oiseaux, comme les macareux.

## Cinéma
Ce lac a été le cadre de deux films de la série James Bond (Dangereusement vôtre et Meurs un autre jour) ainsi que d'un Batman (Batman Begins). Il a servi au décor du village de Sibérie dans le film Lara Croft: Tomb Raider et quelques scènes du clip Love Story de la chanteuse Indila ont été tournées là aussi.